# Stegastes diencaeus
Stegastes diencaeus is een straalvinnige vissensoort uit de familie van rifbaarzen of koraaljuffertjes (Pomacentridae). De wetenschappelijke naam van de soort is voor het eerst geldig gepubliceerd in 1897 door Jordan & Rutter.